# 京都府の図書館一覧
京都府の図書館一覧（きょうとふのとしょかんいちらん）は、京都府にある図書館の一覧である。

## 国立図書館

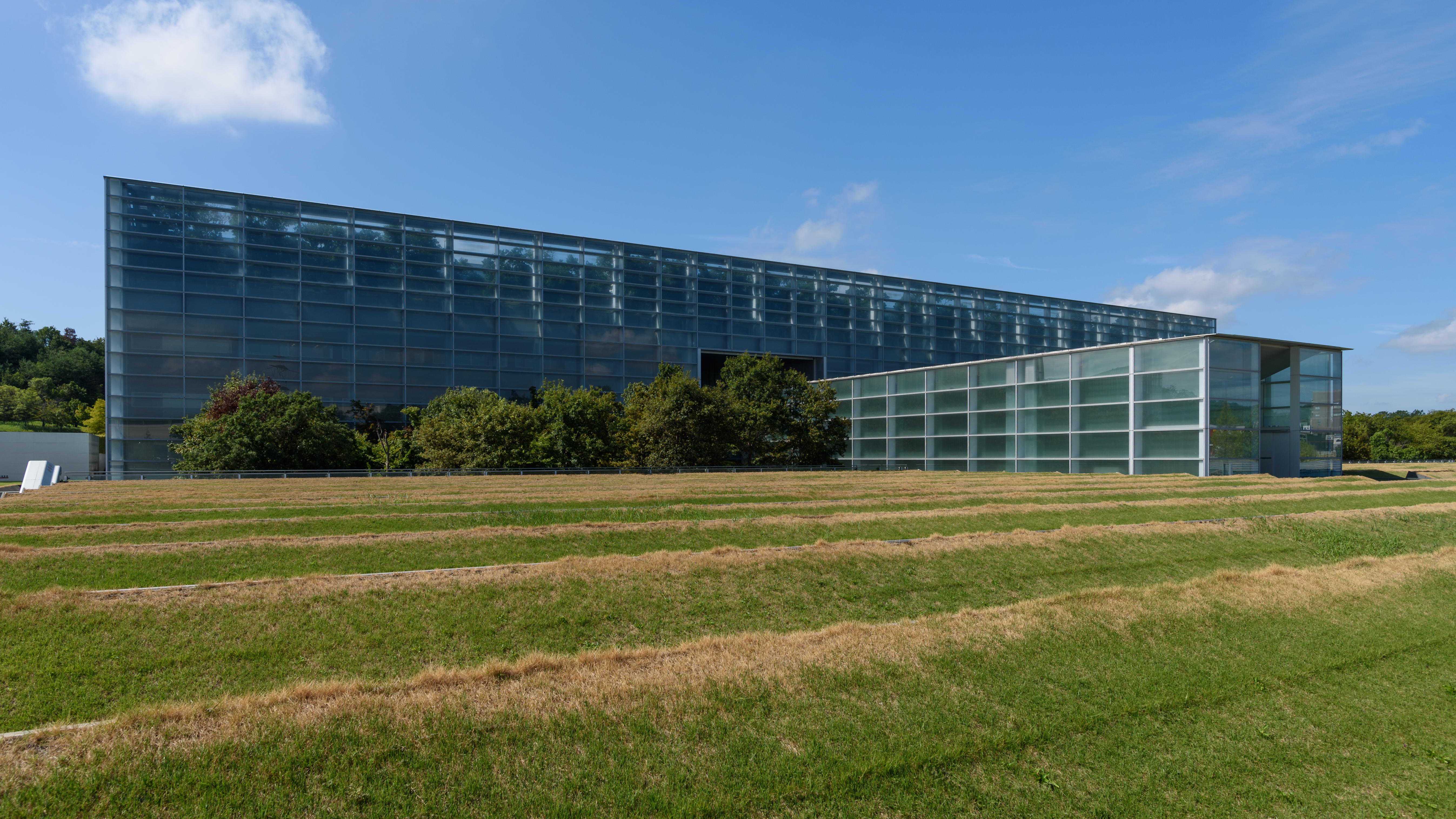
国立国会図書館関西館

- 国立国会図書館関西館

## 府立図書館

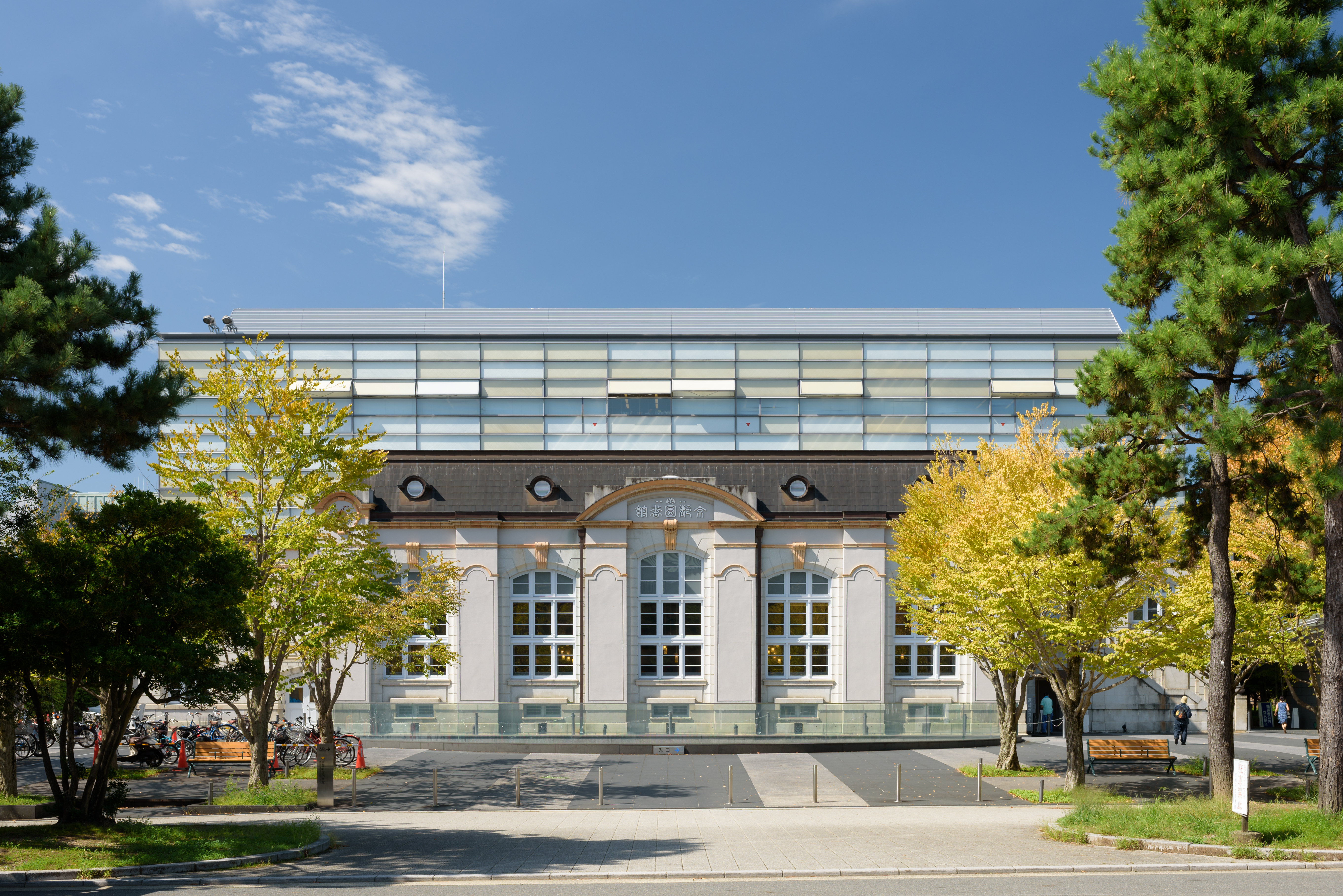
京都府立図書館

- 京都府立図書館
- 京都府立京都学・歴彩館

## 市町村立図書館

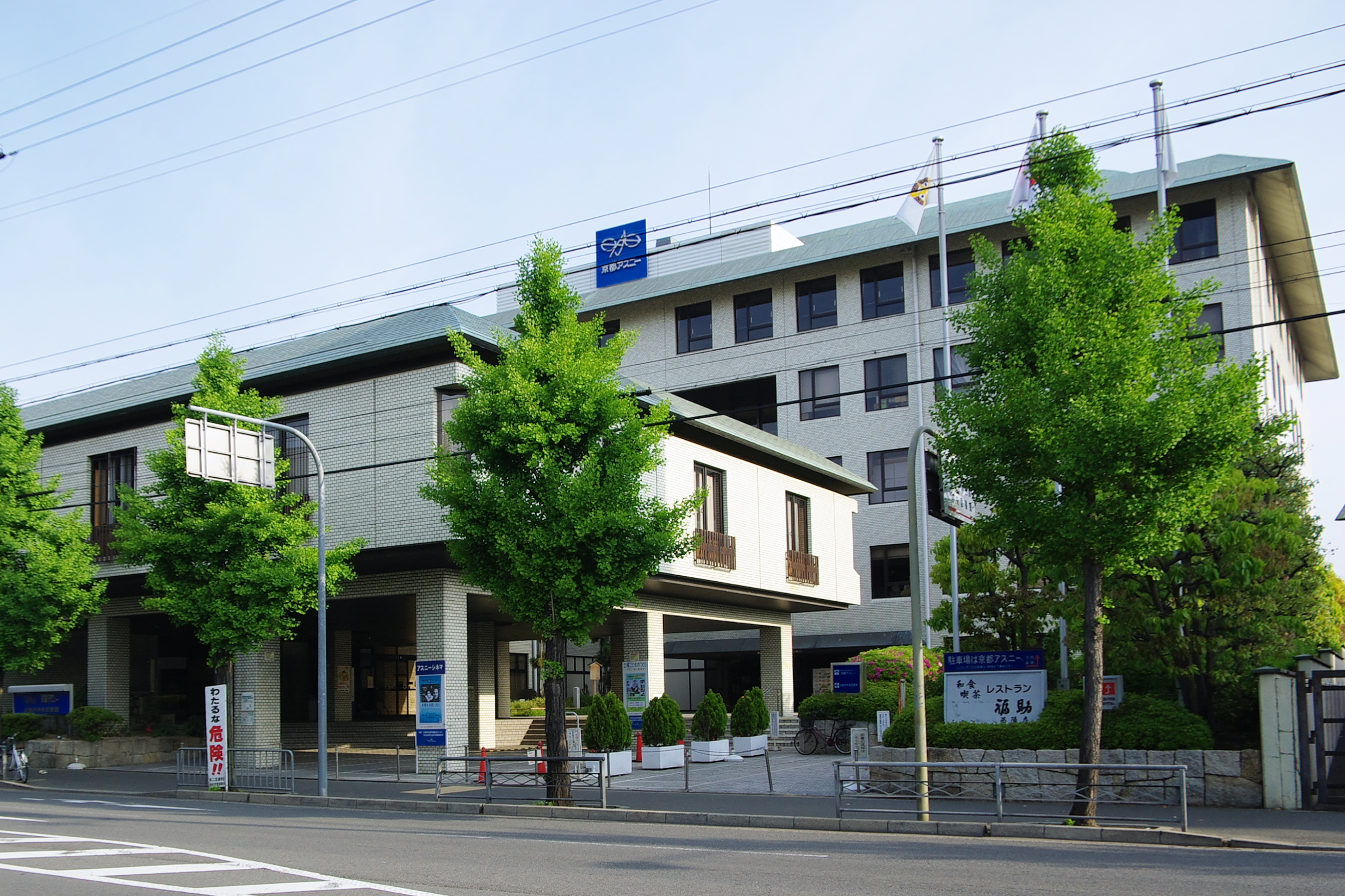
京都市中央図書館

京都市右京中央図書館

### 京都市
- 京都市図書館
  - 京都市中央図書館
  - 京都市右京中央図書館
  - 京都市伏見中央図書館
  - 京都市醍醐中央図書館
  - 京都市北図書館
  - 京都市左京図書館
  - 京都市岩倉図書館
  - 京都市東山図書館
  - 京都市山科図書館
  - 京都市下京図書館
  - 京都市南図書館
  - 京都市吉祥院図書館
  - 京都市久世ふれあいセンター図書館
  - 京都市西京図書館
  - 京都市洛西図書館
  - 京都市向島図書館
  - 京都市醍醐図書館
  - 京都市久我のもり図書館
  - 京都市こどもみらい館子育て図書館
  - 京都市深草図書館

### 北部

福知山市立図書館

- 福知山市立図書館
- 舞鶴市立図書館
  - 舞鶴市立東図書館
  - 舞鶴市立西図書館
- 綾部市図書館
- 宮津市立図書館
- 京丹後市立図書館
  - 京丹後市立峰山図書館
  - 京丹後市立あみの図書館
- 与謝野町立図書館

### 中部

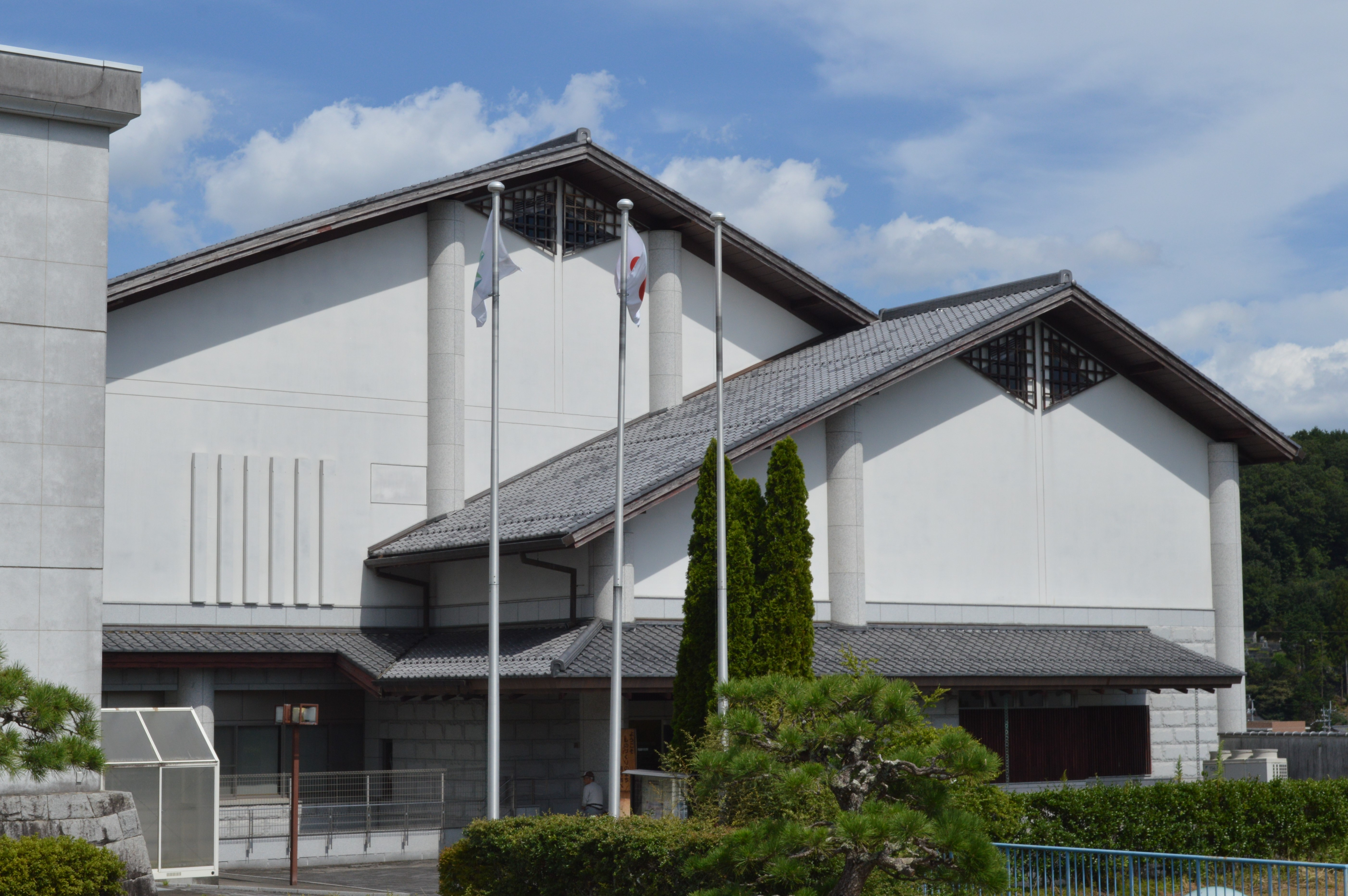
南丹市立中央図書館

- 亀岡市立図書館
- 南丹市立中央図書館

### 南部

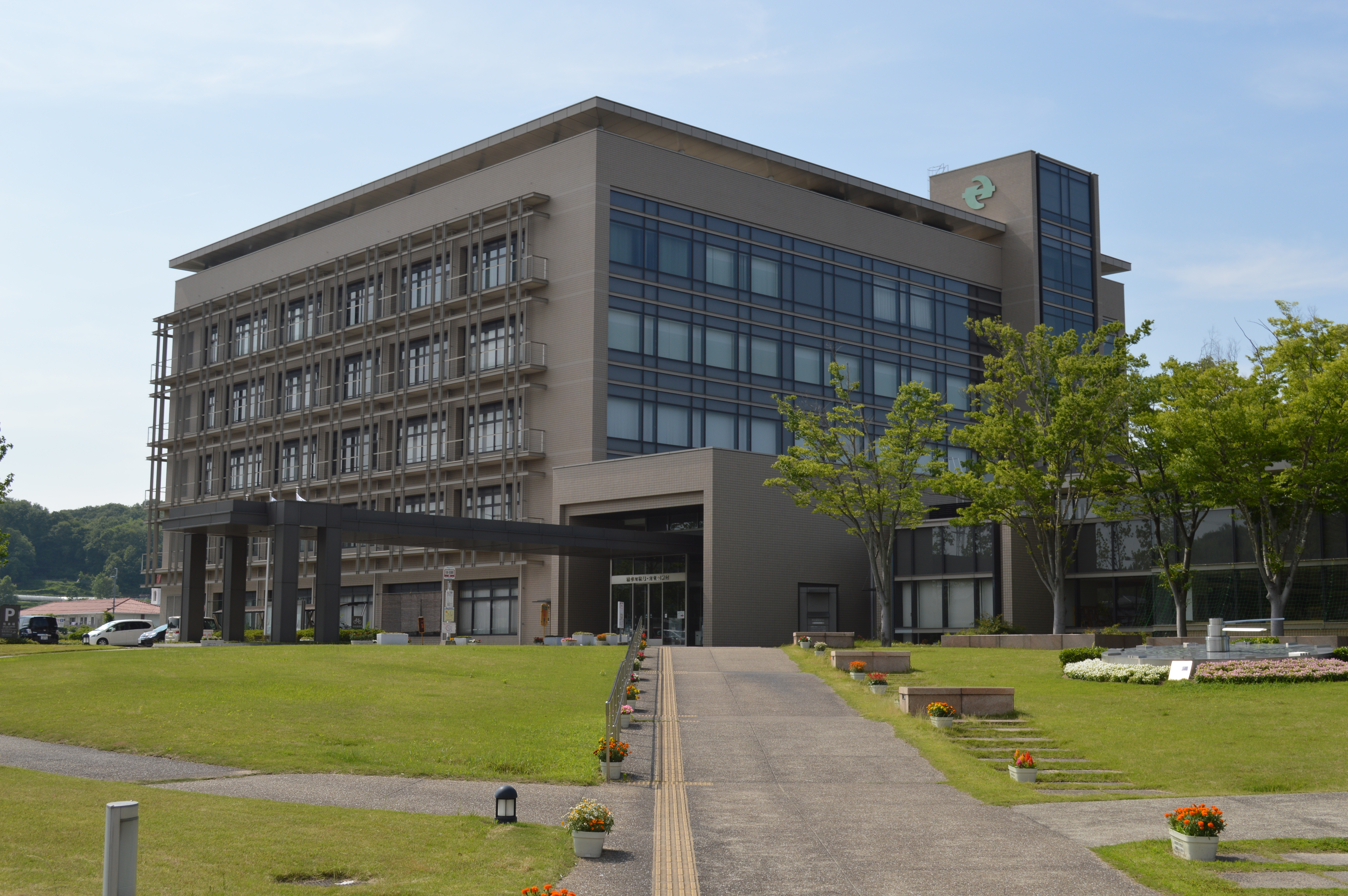
精華町立図書館

- 宇治市図書館
  - 宇治市中央図書館
  - 宇治市東宇治図書館
  - 宇治市西宇治図書館
- 城陽市立図書館
- 向日市立図書館
- 長岡京市立図書館
- 八幡市立図書館
  - 八幡市立八幡市民図書館
  - 八幡市立男山市民図書館
- 京田辺市立中央図書館
- 木津川市立図書館
  - 木津川市立中央図書館
  - 木津川市立加茂図書館
  - 木津川市立山城図書館
- 久御山町立図書館
- 井手町図書館
- 宇治田原町立図書館
- 精華町立図書館

## その他
- 京都集書院 - 日本初の公共図書館。
- 京都部落問題研究資料センター - 専門図書館。
- 京都国際マンガミュージアム - 漫画博物館。